# Matthäus Much
Matthäus Much, född 18 oktober 1832, död 17 december 1909, var en österrikisk arkeolog.
Much var ursprungligen industriman men ägande sig senare helt åt forskning. Han bedrev omfattade studier rörande den äldsta metallkulturen, bland annat de förhistoriska koppargruvorna i Salzburg. Much undersökte även ett flertal pålbyggnader i Oberösterreich, bland annat ett stort antal av honom i Mondsee påträffade sådana.